# Hubert Lafortune
Pour les articles homonymes, voir Lafortune.
Hubert Lafortune est un gymnaste belge né le 24 novembre 1889 à Louvain et mort à une date inconnue.

## Carrière
Il fait partie de l'équipe de Belgique qui remporte la médaille d'argent au concours général par équipes aux Jeux olympiques d'été de 1920 se tenant à Anvers.